# Thomas Casey
Thomas G. Casey, né le 10 novembre 1962, est un prêtre jésuite irlandais, philosophe et théologien, ancien professeur à l'université pontificale grégorienne de Rome et ancien directeur de son Centro Cardinal Bea. Depuis 2013 il enseigne au séminaire national d’Irlande.

## Biographie
Né le 10 novembre 1962, Thomas Casey entre dans la Compagnie de Jésus le 25 septembre 1980. Sa formation spirituelle et intellectuelle le conduit à être ordonné prêtre le 19 juin 1993, après avoir étudié la théologie à l’université de Münster (Allemagne), puis à la Weston School of Theology, Massachusetts (États-Unis) où il obtient la licence canonique en théologie. Il est également titulaire de plusieurs licences (allemand, sciences politiques, théologie) aux universités de Dublin et de Cambridge (Massachusetts), d'un DEA de philosophie à la Sorbonne (Paris) et d'un doctorat de philosophie (2002) à Dublin. 
De 2002 à 2012, Thomas Casey enseigne la philosophie à l’université grégorienne de Rome. Ayant un intérêt particulier pour la philosophie juive, il a été professeur invité à l'université hébraïque de Jérusalem (2008-2009) et, à son retour, directeur du centre d’études juives de l’université grégorienne, le Centre Cardinal-Bea, de 2009 à 2011. En 2011-2012 il est doyen des facultés de philosophie et de missiologie.
Depuis 2013 le père Casey enseigne la philosophie et est doyen de la faculté, au St. Patrick’s Collège de Maynooth, séminaire national (et institut pontifical) de l’Église d’Irlande.

## Écrits
- Humble and Awake: Coping with our Comatose Culture, Springfield, Illinois, USA: Templegate, 2004
- Life and Soul: New Light on a Sublime Mystery, Springfield, Illinois, USA: Templegate, 2005
- Music of Pure Love, Springfield, Illinois, USA: Templegate, 2006
- (en collaboration) From Fear to Serenity, New York/Mahwah (NJ), Paulist Press, 2011.
- (co-éditeur) Paul's Jewish Matrix, Rome, Gregorian & Biblicum Press / New Jersey: Paulist Press, 2011.
- Better than Babylon, New York/Mahwah (NJ), Paulist Press, 2012.